# Edefors socken
Edefors socken ligger i Norrbottens län och landskapet Norrbotten, ingår sedan 1971 i Bodens kommun och motsvarar från 2016 Edefors distrikt.
socknens areal var den 1 januari 1961 1 693,28 kvadratkilometer, varav 1 596,51 km² land. År 2000 fanns här 1 711 invånare.  Tätorten och kyrkbyn Harads med sockenkyrkan Edefors kyrka ligger i socknen, liksom småorterna Bodträskfors och Svartlå samt före detta småorten Lakaträsk.

## Administrativ historik
Den 13 april 1881 fattades beslut om delning av Överluleå socken, vilket trädde i kraft från och med år 1890, då Edefors församling bildades som utbrytning ur Överluleå församling. Gränsen mellan Överluleå och Edefors framtida socken hade fastställts enligt beslut den 21 mars 1884, då det också bestämdes att kyrkan skulle byggas i Harads by. 1892 bildade socknen en egen kommun, Edefors landskommun som utbröts ur Överluleå landskommun, och blev dessutom en egen jordebokssocken. Landskommunen uppgick 1971 i den nybildade Bodens kommun.
1 januari 2016 inrättades distriktet Edefors, med samma omfattning som församlingen hade 1999/2000.
Socknen har tillhört fögderier, tingslag och domsagor enligt vad som beskrivs i artikeln Norrbotten.

## Geografi
Edefors socken ligger nordväst om Boden kring Luleälven. Socknen är utanför älvdalen en myr- och sjörik skogsbygd som i höjder i sydväst når 481 meter över havet.

## Fornlämningar
Spridda lösfynd från stenåldern är funna.

## Namnet
Socknen har fått sitt namn efter Edeforsen, där ett betydelsefullt laxfiske bedrivits åtminstone sedan 1300-talet. Förleden innehåller ed, 'passage mellan eller utmed vatten'.

## Befolkningsutveckling
| Befolkningsutvecklingen i Edefors socken 1890–1990    | Befolkningsutvecklingen i Edefors socken 1890–1990 | Befolkningsutvecklingen i Edefors socken 1890–1990 | Befolkningsutvecklingen i Edefors socken 1890–1990 | Befolkningsutvecklingen i Edefors socken 1890–1990 |
| ----------------------------------------------------- | -------------------------------------------------- | -------------------------------------------------- | -------------------------------------------------- | -------------------------------------------------- |
|                                                       |                                                    |                                                    |                                                    |                                                    |
| År                                                    |                                                    |                                                    | Folkmängd                                          |                                                    |
| 1890                                                  | 1890                                               |                                                    | 2 108                                              |                                                    |
| 1900                                                  | 1900                                               |                                                    | 2 415                                              |                                                    |
| 1910                                                  | 1910                                               |                                                    | 2 569                                              |                                                    |
| 1920                                                  | 1920                                               |                                                    | 3 220                                              |                                                    |
| 1930                                                  | 1930                                               |                                                    | 3 553                                              |                                                    |
| 1940                                                  | 1940                                               |                                                    | 3 845                                              |                                                    |
| 1950                                                  | 1950                                               |                                                    | 3 894                                              |                                                    |
| 1960                                                  | 1960                                               |                                                    | 3 811                                              |                                                    |
| 1970                                                  | 1970                                               |                                                    | 2 549                                              |                                                    |
| 1980                                                  | 1980                                               |                                                    | 2 221                                              |                                                    |
| 1990                                                  | 1990                                               |                                                    | 1 987                                              |                                                    |
| Anm: Demografiska databasen, CEDAR, Umeå universitet. |                                                    |                                                    |                                                    |                                                    |

### Språk och etnicitet
Nedanstående siffror är tagna från SCB:s folkräkning 1900 och visar inte medborgarskap utan de som SCB ansåg vara av "finsk, svensk eller lapsk stam".
| Årtal | Svenskar | Finnar | Samer | Totalt |
| ----- | -------- | ------ | ----- | ------ |
| 1890  | 2 063    | 4      | 41    | 2 108  |
| 1900  | 2 364    | 15     | 36    | 2 415  |